# Pokrywa lawowa

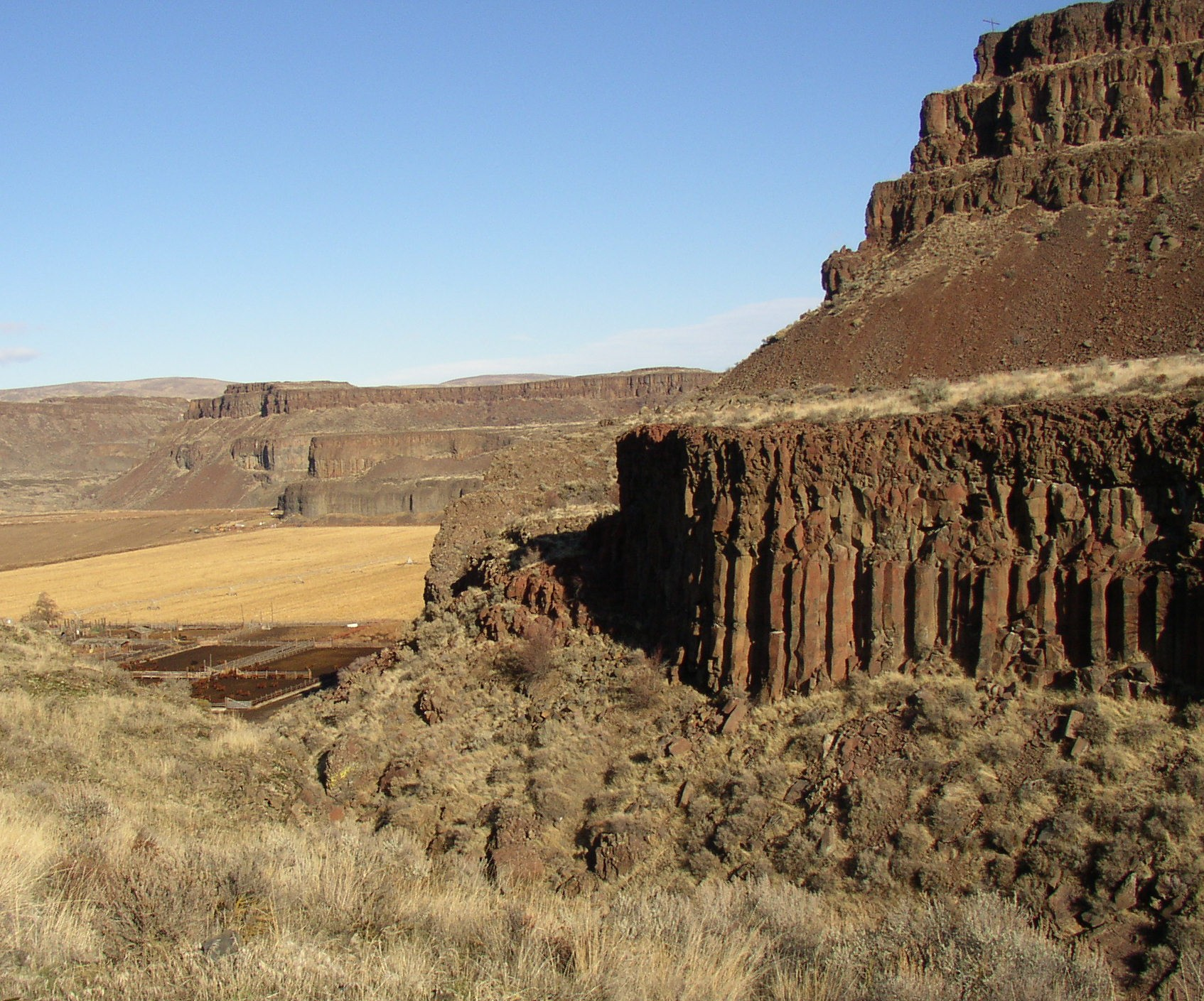
Zerodowane pokrywy lawowe nad rzeką Kolumbia w Stanach Zjednoczonych, ukazujące kolejne warstwy zastygłych law bazaltowych.

Pokrywa lawowa – równina lub płaskowyż zbudowany ze skał wylewnych, powstały w wyniku erupcji wulkanicznej o charakterze erupcji szczelinowej lub arealnej (powierzchniowej).

## Powstawanie
Pokrywy powstają przez zastygnięcie lawy o małej lepkości (np. bazaltowej). Niektóre pokrywy lawowe rozwijały się przez długi czas i są zbudowane z produktów wielu erupcji, oddzielonych warstwami utworów piroklastycznych. Wówczas może powstać na nich rzeźba typu płytowego. Dzisiejszy zasięg pokryw lawowych jest dużo mniejszy niż pierwotny, ze względu na erozję skał, a w przypadku dawniejszych struktur, także pokrycie przez młodsze skały osadowe.

## Występowanie
Do największych pokryw zalicza się trapy na Syberii i w indyjskim Dekanie oraz płaskowyż Kolumbia w północno-zachodnich Stanach Zjednoczonych. W Polsce niewielkie pokrywy lawowe występują w Sudetach (okolice Lubania i Jawora).

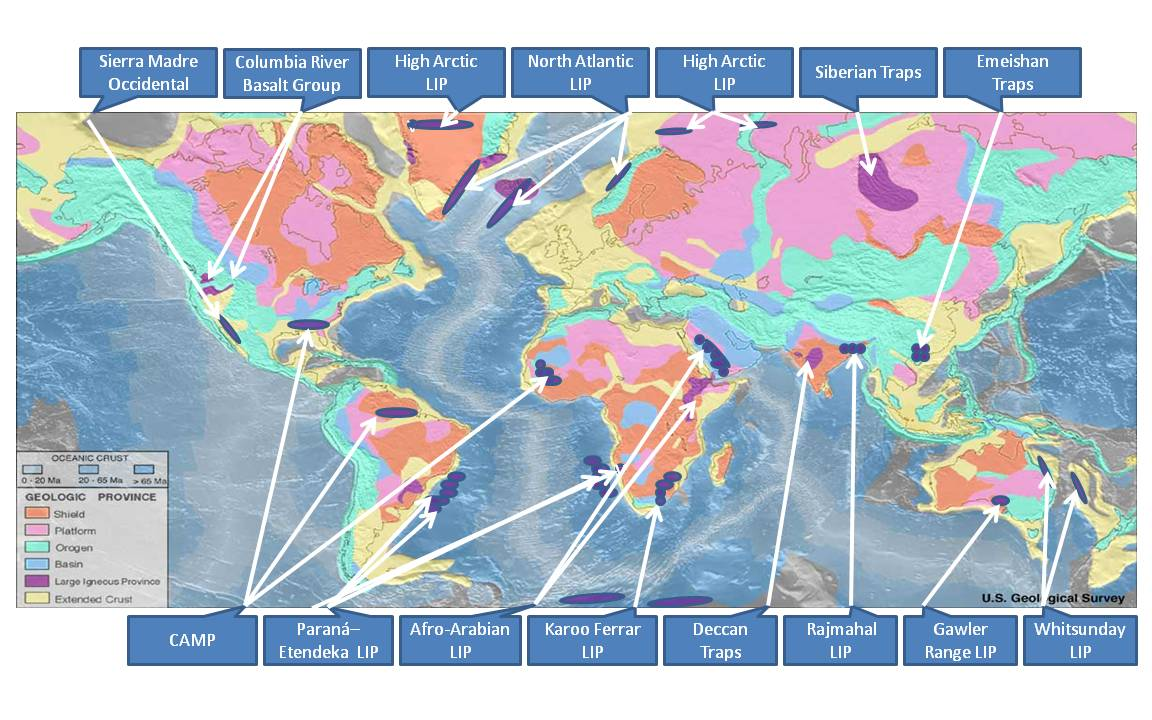
Rozmieszczenie wielkich pokryw lawowych (DPM)

## Trapy
Trapy są to pokrywy lawowe wielkich rozmiarów, utworzone z lawy bazaltowej, tworzące płaskowyż o pokroju gigantycznych schodów. Termin pochodzi od szwedzkiego trappa, oznaczającego właśnie schody.
Największe istniejące na ziemi trapy znajdują się na Syberii, powstały one na przełomie paleozoiku i mezozoiku, a dekańskie utworzyły się na przełomie mezozoiku i kenozoiku. Powstanie obu tych gigantycznych struktur wiąże się czasowo z dwoma epizodami wielkiego wymierania i bez wątpienia nie jest to zbieżność przypadkowa. Jakkolwiek nie są one uważane obecnie za główną przyczynę tych zdarzeń, to erupcje wulkaniczne na tak wielką skalę musiały wyzwolić ogromne ilości gazów i pyłu, co nie pozostało bez wpływu na klimat.
Jednym z pierwszych badaczy pokryw lawowych i trapów był francuski geolog i wulkanolog Barthélemy Faujas de Saint-Fond (1741-1819).